# Kazujoši Funaki
Kazujoši Funaki, japonsky 船木 和喜 (* 27. dubna 1975, Joiči) je bývalý japonský skokan na lyžích.
Vyhrál závod na velkém můstku na olympijských hrách v Naganu roku 1998. Na stejných hrách získal zlato ještě v týmovém závodě a stříbro na středním můstku. Je rovněž mistrem světa (mistrovství světa v klasickém lyžování) na středním můstku z roku 1999 a z roku 1998 (mistrovství světa v letech na lyžích). V sezóně 1997–98 vyhrál Turné čtyř můstků. 